# 코사인 법칙
기하학에서 코사인 법칙(cosine法則, 영어: law of cosines)은 삼각형의 세 변과 한 각의 코사인 사이에 성립하는 정리이다. 이에 따르면, 삼각형의 두 변의 제곱합에서 사잇각의 코사인과 그 두 변의 곱의 2배를 빼면, 남은 변의 제곱과 같아진다. 삼각형의 두 변의 직각 삼각형에 대한 피타고라스의 정리에 대한 일반화이다. 코사인 법칙은 삼각형의 두 변과 그 사잇각을 알 때 남은 한 변을 구하거나, 세 변을 알 때 세 각을 구하는 데 사용될 수 있다.

## 정의

삼각형의 세 각 및 이들이 마주하는 변

삼각형 {\displaystyle ABC}의 세 각 {\displaystyle A,B,C}가 마주하는 변이 각각 {\displaystyle a,b,c}라고 하면, 다음이 성립한다.
{\displaystyle c^{2}=a^{2}+b^{2}-2ab\cos C}
여기서 {\displaystyle \cos }은 삼각 함수의 하나인 코사인이다. 이를 코사인 법칙이라고 한다.:67
코사인 법칙을 통해 삼각형의 두 변과 그 사잇각으로부터 제3의 변을 구할 수 있다. 또한, 삼각형의 세 변으로부터 세 각을 다음과 같이 구할 수 있다.:67
{\displaystyle \cos C={\frac {a^{2}+b^{2}-c^{2}}{2ab}}}
코사인 법칙에서 {\displaystyle C}가 직각일 경우, {\displaystyle \cos C=0}이므로, 다음과 같은 피타고라스의 정리를 얻는다.:67
{\displaystyle c^{2}=a^{2}+b^{2}}

## 역사
유클리드의 《원론》 2권 명제12 및 명제 13은 코사인 법칙과 동치인 명제를 서술한다.
명제12
둔각 삼각형에서, 둔각을 마주하는 변 위의 정사각형은 둔각을 이루는 변들 위의 정사각형들(의 합)보다 수직 (직선)이 내려진 둔각의 변, 그리고 둔각을 향한 수직 (직선)에 의해 (삼각형의) 밖에서 절단된 (직선)이 이루는 (직사각형)의 두 배만큼 많다.
Proposition 12†
In obtuse-angled triangles, the square on the side subtending the obtuse angle is greater than the (sum of the) squares on the sides containing the obtuse angle by twice the (rectangle) contained by one of the sides around the obtuse angle, to which a perpendicular (straight-line) falls, and the (straight-line) cut off outside (the triangle) by the perpendicular (straight-line) towards the obtuse angle.
— :64

명제13
예각 삼각형에서, 예각을 마주하는 변 위의 정사각형은 예각을 이루는 변들 위의 정사각형들(의 합)보다 수직 (직선)이 내려진 예각의 변, 그리고 예각을 향하는 수직 (직선)에 의해 (삼각형의) 안에서 절단된 (직선)이 이루는 (직사각형)의 두 배만큼 적다.
Proposition 13†
In acute-angled triangles, the square on the side subtending the acute angle is less than the (sum of the) squares on the sides containing the acute angle by twice the (rectangle) contained by one of the sides around the acute angle, to which a perpendicular (straight-line) falls, and the (straight-line) cut off inside (the triangle) by the perpendicular (straight-line) towards the acute angle.
— :65

레기오몬타누스는 1462~3년에 작성한 《삼각형에 대하여》(라틴어: De Triangulis)에서 (제1) 구면 코사인 법칙을 제시하였다.:238-239, §12.4 프랑수아 비에트는 1579년 저서 《표준 수학》(라틴어: Canon Mathematicus)에서 제2 구면 코사인 법칙을 제시하였다.:239-240, §12.4

## 증명

### 유클리드의 《원론》에서의 증명

코사인 법칙의 유클리드의 《원론》에서의 증명

그림과 같이, {\displaystyle C}를 둔각으로 하는 둔각 삼각형 {\displaystyle ABC}의 높이선 {\displaystyle BH}를 긋자. 그렇다면, {\displaystyle ABH}는 {\displaystyle H}를 직각으로 하는 직각 삼각형이므로, 피타고라스의 정리에 따라 다음이 성립한다.
{\displaystyle AB^{2}=AH^{2}+BH^{2}}
또한, {\displaystyle AH=AC+CH}이므로, 다음이 성립한다.
{\displaystyle AB^{2}=(AC+CH)^{2}+BH^{2}=AC^{2}+2(AC)(CH)+CH^{2}+BH^{2}}
마지막 두 항을 직각 삼각형 {\displaystyle BCH}에 대한 피타고라스의 정리를 통해 정리하면 다음을 얻는다.
{\displaystyle AB^{2}=AC^{2}+2(AC)(CH)+BC^{2}}
이로써 유클리드의 《원론》 2권 명제12가 증명된다. 코사인의 정의에 따라
{\displaystyle \cos C=-\cos(\pi -C)=-{\frac {CH}{BC}}}
이므로, 코사인 법칙
{\displaystyle AB^{2}=AC^{2}+BC^{2}-2(AC)(BC)\cos C}
이 {\displaystyle C}가 둔각일 경우 성립함을 알 수 있다.:64-65 {\displaystyle C}가 예각일 경우의 증명은 이와 비슷하다.

### 삼각법을 통한 증명

코사인 법칙의 삼각법을 통한 증명

삼각형의 세 변을 각각 높이선으로 안에서 또는 밖에서 나누면 다음을 얻는다.
{\displaystyle a=b\cos C+c\cos B}
{\displaystyle b=a\cos C+c\cos A}
{\displaystyle c=a\cos B+b\cos A}
세 등식의 양변에 각각 {\displaystyle a,b,c}를 곱하면 다음을 얻는다.
{\displaystyle a^{2}=ab\cos C+ac\cos B}
{\displaystyle b^{2}=ab\cos C+bc\cos A}
{\displaystyle c^{2}=ac\cos B+bc\cos A}
이제 첫째 등식에 둘째 등식을 더한 뒤 셋째 등식을 빼면 다음을 얻는다.
{\displaystyle a^{2}+b^{2}-c^{2}=2ab\cos C}
이로써 코사인 법칙이 증명된다.

### 벡터와 스칼라곱을 사용한 증명
다음과 같은 세 벡터를 정의하자.
{\displaystyle \mathbf {a} ={\overrightarrow {CB}},\;\mathbf {b} ={\overrightarrow {CA}},\;\mathbf {c} ={\overrightarrow {AB}}=\mathbf {a} -\mathbf {b} }
그렇다면, 벡터 {\displaystyle \mathbf {a} ,\mathbf {b} ,\mathbf {c} }의 길이는 각각 {\displaystyle a,b,c}이며, 벡터 {\displaystyle \mathbf {a} }와 {\displaystyle \mathbf {b} } 사이의 각도는 {\displaystyle C}이다. 따라서, 코사인 법칙을 벡터의 스칼라곱의 성질에 따라 다음과 같이 간단히 증명할 수 있다.:78
{\displaystyle {\begin{aligned}c^{2}&=\mathbf {c} \cdot \mathbf {c} \\&=(\mathbf {a} -\mathbf {b} )\cdot (\mathbf {a} -\mathbf {b} )\\&=\mathbf {a} \cdot \mathbf {a} +\mathbf {b} \cdot \mathbf {b} -2\mathbf {a} \cdot \mathbf {b} \\&=a^{2}+b^{2}-2ab\cos C\end{aligned}}}

## 비유클리드 기하학의 경우

### 구면 코사인 법칙

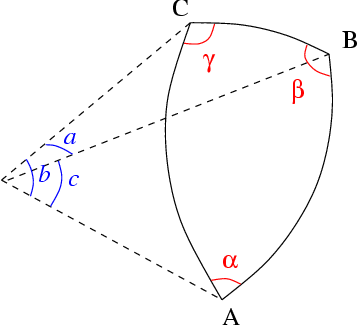
구면 삼각형의 세 각 와 이들이 마주하는 세 변

단위 구면 위의 구면 삼각형 {\displaystyle ABC}의 세 각 {\displaystyle A,B,C}가 마주하는 세 변이 각각 {\displaystyle a,b,c}라고 하면, 다음이 성립한다.
{\displaystyle \cos c=\cos a\cos b+\sin a\sin b\cos C}
여기서 {\displaystyle \cos ,\sin }은 각각 코사인, 사인이다. 이를 (제1) 구면 코사인 법칙(第一球面cosine法則, 영어: (first) spherical law of cosines)이라고 한다. 이에 대한 쌍대 명제는 다음과 같다.
{\displaystyle \cos C=-\cos A\cos B+\sin A\sin B\cos c}
이를 제2 구면 코사인 법칙(第二球面cosine法則, 영어: second spherical law of cosines)이라고 한다.
이 둘은 각각 다음과 같이 쓸 수 있다.
{\displaystyle \cos C={\frac {\cos c-\cos a\cos b}{\sin a\sin b}}}
{\displaystyle \cos c={\frac {\cos C+\cos A\cos B}{\sin A\sin B}}}

#### 제1 구면 코사인 법칙의 증명 (법벡터 사용)
다음과 같은 벡터들을 정의하자.
{\displaystyle \mathbf {u} ={\frac {{\overrightarrow {OA}}-({\overrightarrow {OC}}\cdot {\overrightarrow {OA}}){\overrightarrow {OC}}}{|{\overrightarrow {OA}}-({\overrightarrow {OC}}\cdot {\overrightarrow {OA}}){\overrightarrow {OC}}|}},\;\mathbf {v} ={\frac {{\overrightarrow {OB}}-({\overrightarrow {OC}}\cdot {\overrightarrow {OB}}){\overrightarrow {OC}}}{|{\overrightarrow {OB}}-({\overrightarrow {OC}}\cdot {\overrightarrow {OB}}){\overrightarrow {OC}}|}}}
즉, {\displaystyle \mathbf {u} ,\mathbf {v} }는 각각 {\displaystyle C}에서 {\displaystyle A,B}를 향하는 구면의 단위 접벡터이다. 그렇다면, {\displaystyle \mathbf {u} ,\mathbf {v} } 사이의 각도는 {\displaystyle C}이다. 또한, {\displaystyle \{{\overrightarrow {OC}},\mathbf {u} \},\{{\overrightarrow {OC}},\mathbf {v} \}}는 각각 평면 {\displaystyle OAC,OAB}의 정규 직교 기저를 이루므로, {\displaystyle {\overrightarrow {OA}},{\overrightarrow {OB}}}를 각각 다음과 같이 분해할 수 있다.
{\displaystyle {\overrightarrow {OA}}=\cos a\cdot {\overrightarrow {OC}}+\sin a\cdot \mathbf {u} }
{\displaystyle {\overrightarrow {OB}}=\cos b\cdot {\overrightarrow {OC}}+\sin b\cdot \mathbf {v} }
따라서, 다음이 성립한다.
{\displaystyle {\begin{aligned}\cos c&={\overrightarrow {OA}}\cdot {\overrightarrow {OB}}\\&=(\cos a\cdot {\overrightarrow {OC}}+\sin a\cdot \mathbf {u} )\cdot (\cos b\cdot {\overrightarrow {OC}}+\sin b\cdot \mathbf {v} )\\&=\cos a\cos b+\sin a\sin b\cos C\end{aligned}}}

#### 제1 구면 코사인 법칙의 증명 (비네-코시 항등식 사용)
단위 구면의 중심을 {\displaystyle O}라고 하자. 또한, 다음과 같은 세 벡터를 정의하자.
{\displaystyle \mathbf {a} ={\overrightarrow {OA}},\;\mathbf {b} ={\overrightarrow {OB}},\;\mathbf {c} ={\overrightarrow {OC}}}
그렇다면, {\displaystyle \mathbf {a} ,\mathbf {b} ,\mathbf {c} }의 길이는 모두 1이며, {\displaystyle \mathbf {a} ,\mathbf {b} } 사이의 각도는 {\displaystyle c}이며, {\displaystyle \mathbf {a} ,\mathbf {c} } 사이의 각도는 {\displaystyle b}이며, {\displaystyle \mathbf {b} ,\mathbf {c} } 사이의 각도는 {\displaystyle a}이다. 따라서, 벡터곱 {\displaystyle \mathbf {a} \times \mathbf {b} }, {\displaystyle \mathbf {a} \times \mathbf {c} }, {\displaystyle \mathbf {b} \times \mathbf {c} }의 길이는 각각 {\displaystyle \sin c}, {\displaystyle \sin b}, {\displaystyle \sin a}이다. 또한, {\displaystyle \mathbf {a} \times \mathbf {b} }와 {\displaystyle \mathbf {a} \times \mathbf {c} } 사이의 각도는 {\displaystyle A}이며, {\displaystyle \mathbf {b} \times \mathbf {a} }와 {\displaystyle \mathbf {b} \times \mathbf {c} } 사이의 각도는 {\displaystyle B}이며, {\displaystyle \mathbf {c} \times \mathbf {a} }와 {\displaystyle \mathbf {c} \times \mathbf {b} } 사이의 각도는 {\displaystyle C}이다. 이제, 비네-코시 항등식에 따라 다음이 성립함에 주의하자.
{\displaystyle (\mathbf {c} \times \mathbf {b} )\cdot (\mathbf {c} \times \mathbf {a} )=(\mathbf {c} \cdot \mathbf {c} )(\mathbf {a} \cdot \mathbf {b} )-(\mathbf {c} \cdot \mathbf {b} )(\mathbf {c} \cdot \mathbf {a} )}
여기에 위의 결과들을 대입하면 다음을 얻는다.
{\displaystyle \sin a\sin b\cos C=\cos c-\cos a\cos b}
이로써 제1 구면 코사인 법칙이 증명된다.

#### 제2 구면 코사인 법칙의 증명
구면 삼각형 {\displaystyle ABC}의 극삼각형을 {\displaystyle A'B'C'}라고 하자. 그렇다면, 다음이 성립한다.
{\displaystyle a'=\pi -A,\;b'=\pi -B,\;c'=\pi -C}
{\displaystyle A'=\pi -a,\;B'=\pi -b,\;C'=\pi -c}
따라서 제1 구면 코사인 법칙을 극삼각형 {\displaystyle A'B'C'}에 적용하면, 구면 삼각형 {\displaystyle ABC}에 대한 제2 구면 코사인 법칙을 얻는다.

### 쌍곡 코사인 법칙
가우스 곡률 -1의 쌍곡면 위의 쌍곡 삼각형 {\displaystyle ABC}의 세 각 {\displaystyle A,B,C}이 마주하는 변이 각각 {\displaystyle a,b,c}라고 하면, 다음이 성립한다.
{\displaystyle \cosh c=\cosh a\cosh b-\sinh a\sinh b\cos C}
여기서 {\displaystyle \cosh ,\sinh }는 각각 쌍곡 코사인, 쌍곡 사인이다. 이를 (제1) 쌍곡 코사인 법칙((第一)雙曲cosine法則, 영어: (first) hyperbolic law of cosines)이라고 한다. 마찬가지로, 다음이 성립한다.
{\displaystyle \cos C=-\cos A\cos B+\sin A\sin B\cosh c}
이를 제2 쌍곡 코사인 법칙(第二雙曲cosine法則, 영어: second hyperbolic law of cosines)이라고 한다.
이 두 법칙은 각각 다음과 같이 다시 쓸 수 있다.:72
{\displaystyle \cos C={\frac {\cosh a\cosh b-\cosh c}{\sinh a\sinh b}}}
{\displaystyle \cosh c={\frac {\cos A\cos B+\cos C}{\sin A\sin B}}}
특히, {\displaystyle C}가 직각일 경우의 제1 쌍곡 코사인 법칙은 쌍곡 피타고라스 정리가 된다.:72
{\displaystyle \cosh c=\cosh a\cosh b}

#### 제1 쌍곡 코사인 법칙의 증명
복소 평면 {\displaystyle \mathbb {C} } 위의 열린 단위 원판 {\displaystyle D\subseteq \mathbb {C} } 위에서 푸앵카레 원판 모형을 취하자. 쌍곡 삼각형 {\displaystyle z_{1},z_{2},z_{3}}의 세 각의 크기를 {\displaystyle A,B,C}, 세 변의 길이를 {\displaystyle a,b,c}라고 하자. {\displaystyle D} 위에 적절한 등거리 변환을 가하여 {\displaystyle z_{3},z_{2},z_{1}}을 각각 원점 0, 양의 실수 {\displaystyle r\in \mathbb {R} ^{+}}, 허수부 {\displaystyle \operatorname {Im} z>0}가 0보다 큰 복소수 {\displaystyle z}로 옮길 수 있다. 등거리 변환의 성질에 따라 새로운 삼각형 {\displaystyle z,r,0}의 세 변 및 세 각은 원래의 삼각형 {\displaystyle z_{1},z_{2},z_{3}}와 같으므로, 새로운 삼각형 {\displaystyle z,r,0}에 대하여 증명하는 것으로 족하다. 쌍곡 거리의 정의에 따라, 세 변은 다음과 같다.
{\displaystyle a=\ln {\frac {1+r}{1-r}}}
{\displaystyle b=\ln {\frac {1+|z|}{1-|z|}}}
{\displaystyle c=\ln {\frac {|1-rz|+|z-r|}{|1-rz|-|z-r|}}}
여기서 {\displaystyle \ln }은 자연 로그이며, {\displaystyle |-|}은 복소수의 절댓값이다. 이 셋을 다음과 같이 변형할 수 있다.
{\displaystyle \tanh {\frac {a}{2}}=r}
{\displaystyle \tanh {\frac {b}{2}}=|z|}
{\displaystyle \tanh {\frac {c}{2}}={\frac {|z-r|}{|1-rz|}}}
여기서 {\displaystyle \tanh }는 쌍곡 탄젠트이다. 쌍곡선 함수의 항등식을 사용한 뒤 위의 결과를 대입하여 정리하면 다음을 얻는다.
{\displaystyle {\begin{aligned}\cosh c&=2\sinh ^{2}{\frac {c}{2}}+1\\&=2{\frac {\tanh ^{2}{\frac {c}{2}}}{1-\tanh ^{2}{\frac {c}{2}}}}+1\\&=2{\frac {|z-r|^{2}}{|1-rz|^{2}-|z-r|^{2}}}+1\\&=2{\frac {r^{2}+|z|^{2}-2rz\cos C}{(1-r^{2})(1-|z|^{2})}}+1\\&={\frac {(1+r^{2})(1+|z|^{2})-4rz\cos C}{(1-r^{2})(1-|z|^{2})}}\end{aligned}}}
넷째 등호에서 분자 부분은 평면 삼각형 {\displaystyle z,r,0}에 대한 평면 코사인 법칙에 따르며, 분모 부분은 절댓값이 실수부와 허수부의 제곱합임에 따라 계산할 수 있다. 이제, 여기에 다음을 대입하면 제1 쌍곡 코사인 법칙의 증명이 완성된다.:72-74
{\displaystyle \cosh a={\frac {1+\tanh ^{2}{\frac {a}{2}}}{1-\tanh ^{2}{\frac {a}{2}}}}={\frac {1+r^{2}}{1-r^{2}}}}
{\displaystyle \sinh a={\frac {2\tanh {\frac {a}{2}}}{1-\tanh ^{2}{\frac {a}{2}}}}={\frac {2r}{1-r^{2}}}}
{\displaystyle \cosh b={\frac {1+|z|}{1-|z|}}}
{\displaystyle \sinh b={\frac {2|z|}{1-|z|^{2}}}}

#### 제2 쌍곡 코사인 법칙의 증명
쌍곡 사인 법칙에 나오는 비율의 구체적인 값은 다음과 같다.
{\displaystyle {\frac {\sin A}{\sinh a}}={\frac {\sin B}{\sinh b}}={\frac {\sin C}{\sinh c}}={\frac {\sqrt {1-\cosh ^{2}a-\cosh ^{2}b-\cosh ^{2}c+2\cosh a\cosh b\cosh c}}{\sinh a\sinh b\sinh c}}}
이에 따라 각 {\displaystyle A,B,C}의 사인 값은 다음과 같다.
{\displaystyle \sin A={\frac {\sqrt {1-\cosh ^{2}a-\cosh ^{2}b-\cosh ^{2}c+2\cosh a\cosh b\cosh c}}{\sinh b\sinh c}}}
{\displaystyle \sin B={\frac {\sqrt {1-\cosh ^{2}a-\cosh ^{2}b-\cosh ^{2}c+2\cosh a\cosh b\cosh c}}{\sinh a\sinh c}}}
{\displaystyle \sin C={\frac {\sqrt {1-\cosh ^{2}a-\cosh ^{2}b-\cosh ^{2}c+2\cosh a\cosh b\cosh c}}{\sinh a\sinh b}}}
또한, 제1 쌍곡 코사인 법칙에 따라 {\displaystyle A,B,C}의 코사인 값은 다음과 같다.
{\displaystyle \cos A={\frac {\cosh b\cosh c-\cosh a}{\sinh b\sinh c}}}
{\displaystyle \cos B={\frac {\cosh a\cosh c-\cosh b}{\sinh a\sinh c}}}
{\displaystyle \cos C={\frac {\cosh a\cosh b-\cosh c}{\sinh a\sinh b}}}
따라서, 다음이 성립한다.
{\displaystyle {\begin{aligned}{\frac {\cos A\cos B+\cos C}{\sin A\sin B}}&={\frac {(\cosh b-\cosh c-\cosh a)(\cosh a\cosh c-\cosh b)+\sinh ^{2}c(\cosh a\cosh b-\cosh c)}{1-\cosh ^{2}a-\cosh ^{2}b-\cosh ^{2}c+2\cosh a\cosh b\cosh c}}\\&={\frac {\cosh a\cosh b\cosh ^{2}c-\cosh ^{2}a\cosh c-\cosh ^{2}b\cosh c+\cosh a\cosh b+\cosh a\cosh b\sinh ^{2}c-\cosh c\sinh ^{2}c}{1-\cosh ^{2}a-\cosh ^{2}b-\cosh ^{2}c+2\cosh a\cosh b\cosh c}}\\&=\cosh c\end{aligned}}}
마지막 등호에는 항등식 {\displaystyle \cosh ^{2}c-\sinh ^{2}c=1}이 사용되었다. 이로써 제2 쌍곡 코사인 법칙이 증명된다.:74-75

### 평면 코사인 법칙과의 관계
평면 코사인 법칙은 제1 구면 및 쌍곡 코사인 법칙의 극한이다. 예를 들어, 평면 코사인 법칙이 제1 쌍곡 코사인 법칙의 극한임을 다음과 같이 보일 수 있다. 푸앵카레 원판의 반지름이 {\displaystyle r}일 경우, 제1 쌍곡 코사인 법칙은 다음과 같이 된다.
{\displaystyle \cosh {\frac {c_{r}}{r}}=\cosh {\frac {a_{r}}{r}}\cosh {\frac {b_{r}}{r}}-\sinh {\frac {a_{r}}{r}}\sinh {\frac {b_{r}}{r}}\cos C_{r}}
이 경우, {\displaystyle r\to \infty }일 때 쌍곡 거리 {\displaystyle a_{r},b_{r},c_{r}}는 유클리드 거리의 2배 {\displaystyle 2a_{\infty },2b_{\infty },2c_{\infty }}로 수렴하며, 쌍곡각 {\displaystyle A_{r},B_{r},C_{r}}은 유클리드 각 {\displaystyle A_{\infty },B_{\infty },C_{\infty }}로 수렴한다. 테일러 정리에 따라 다음이 성립한다.
{\displaystyle \cosh {\frac {a_{r}}{r}}=1+{\frac {1}{2}}\left({\frac {a_{r}}{r}}\right)^{2}+o\left({\frac {1}{r^{2}}}\right)\qquad (r\to \infty )}
{\displaystyle \cosh {\frac {b_{r}}{r}}=1+{\frac {1}{2}}\left({\frac {b_{r}}{r}}\right)^{2}+o\left({\frac {1}{r^{2}}}\right)\qquad (r\to \infty )}
{\displaystyle \cosh {\frac {c_{r}}{r}}=1+{\frac {1}{2}}\left({\frac {c_{r}}{r}}\right)^{2}+o\left({\frac {1}{r^{2}}}\right)\qquad (r\to \infty )}
이를 법칙에 대입하면 다음을 얻는다.
{\displaystyle {\frac {c_{r}^{2}}{r^{2}}}={\frac {a_{r}^{2}}{r^{2}}}+{\frac {b_{r}^{2}}{r^{2}}}-2\sinh {\frac {a_{r}}{r}}\sinh {\frac {b_{r}}{r}}\cos C_{r}+o\left({\frac {1}{r^{2}}}\right)\qquad (r\to \infty )}
다음에 주의하여, 양변에 {\displaystyle r^{2}}을 곱한 뒤 극한 {\displaystyle r\to \infty }을 취하고 다시 양변에 4를 나누자.
{\displaystyle \lim _{r\to \infty }r\sinh {\frac {a_{r}}{r}}=2a_{\infty }}
{\displaystyle \lim _{r\to \infty }r\sinh {\frac {b_{r}}{r}}=2b_{\infty }}
{\displaystyle \lim _{r\to \infty }r\sinh {\frac {b_{r}}{r}}=2c_{\infty }}
그러면 평면 코사인 법칙을 얻는다.:113-114
{\displaystyle c_{\infty }^{2}=a_{\infty }^{2}+b_{\infty }^{2}-2a_{\infty }b_{\infty }\cos C_{\infty }}
제2 쌍곡 코사인 법칙
{\displaystyle \cos C_{r}=-\cos A_{r}\cos B_{r}+\sin A_{r}\sin B_{r}\cosh {\frac {c_{r}}{r}}}
에 극한 {\displaystyle r\to \infty }을 취하면 다음과 같은 자명한 항등식이 된다.
{\displaystyle \cos C_{\infty }=-\cos A_{\infty }\cos B_{\infty }+\sin A_{\infty }\sin B_{\infty }}
이는 {\displaystyle A_{\infty }+B_{\infty }+C_{\infty }=\pi }이므로 자명하다. 따라서 유클리드 기하학에는 제2 코사인 법칙이 존재하지 않는다.:114

## 같이 보기
- 사인 법칙
- 탄젠트 법칙
- 코탄젠트 법칙
- 삼각함수